# Scottsboro: An American Tragedy
Pour plus de détails, voir Fiche technique et Distribution.
Scottsboro: An American Tragedy est un film américain réalisé par Barak Goodman et Daniel Anker, sorti en 2000.

## Synopsis
L'histoire des Scottsboro Boys, neuf garçons afro-américains, âgés de 12 à 20 ans, accusés en 1931 d’avoir violé deux femmes blanches dans un train de marchandises traversant l'Alabama.

## Fiche technique
- Titre : Scottsboro: An American Tragedy
- Réalisation : Barak Goodman et Daniel Anker
- Scénario : Barak Goodman et Kay Boyle
- Musique : Edward Bilous
- Photographie : Buddy Squires
- Montage : Jean Tsien
- Production : Daniel Anker et Barak Goodman
- Pays :  États-Unis
- Genre : Documentaire
- Durée : 84 minutes
- Dates de sortie : 
  - États-Unis : 21 janvier 2000 (Festival du film de Sundance)
  - États-Unis : 19 janvier 2001

## Distinctions
Le film a été nommé à l'Oscar du meilleur film documentaire.